# Smithson Tennant
Smithson Tennant (n. 30 noiembrie 1761, Selby, Anglia, Regatul Marii Britanii – d. 22 februarie 1815, Boulogne-sur-Mer, Nord-Pas-de-Calais, Franța) a fost un chimist englez. 
Tennant este cunoscut pentru descoperirea elementelor iridiu și osmiu, pe care le-a pus în evidență (în 1803) în reziduurile lichide rezultate din prelucrarea de minereuri de platină. A contribuit, de asemenea, la identificarea diamantului și a cărbunelui. Mineralul tennantit  îi poartă numele. 

## Viața
Tennant s-a născut în Selby, Yorkshire. Tatăl său a fost Calvert Tennant (numit după bunicul său Phyllis Calvert, nepoat a lui Cecilius Calvert, al doilea baron Baltimore). Numele lui provine de la bunica sa, Rebecca Smithson, văduva lui Joshua Hitchling. A urmat școala de gramatică Beverley unde există o placă deasupra uneia dintre intrările în actuala școală, comemorând descoperirea celor două elemente, osmiu și iridiu. A început să studieze medicina la Edinburgh în 1781, dar după câteva luni s-a mutat la Cambridge, unde s-a dedicat botanicii și chimiei. A absolvit  medicina la Universitatea din Cambridge în 1796  și, în același timp, a cumpărat o proprietate î, apropiere de Cheddar, unde a efectuat experimente de chimie agricolă. El a fost numit profesor de chimie la Cambridge în 1813, dar a predat un singur curs, fiind ucis lângă Boulogne-sur-Mer de prăbușirea unui pod pe care îl traversa. 

## Moștenire
În 2006, American Elements a descoperit o nouă tehnologie care permite turnarea unor inele de iridiu fără sudură, pentru utilizarea în nave spațiale și sateliți. În 2016, compania a utilizat aceeași tehnologie pentru a introduce o linie de inele de nuntă din iridiu, comercializate sub marca Smithson Tennant.